# 8529 Sinzi
8529 Sinzi (1992 UH2) là một tiểu hành tinh vành đai chính được phát hiện ngày 19 tháng 10 năm 1992 bởi K. Endate và K. Watanabe ở Kitami.